# هکتور آکونا
هکتور آکونا (اسپانیایی: Héctor Acuña‎؛ زادهٔ ۲۷ اکتبر ۱۹۸۱) بازیکن فوتبال اهل اروگوئه است.

## باشگاهی
از باشگاه‌هایی که در آن بازی کرده‌است می‌توان به باشگاه فوتبال لیورپول (مونته‌ویدئو)، جیمناسیا لاپلاتا، باشگاه ورزشی دفنسور و باشگاه فوتبال لیورپول (مونته‌ویدئو) اشاره کرد.